# 興達國際
興達國際控股有限公司，簡稱興達國際控股，以及興達國際（英語：Xingda International Holdings Limited，港交所：1899），在1986年，由當時江蘇省兴化市（主要工廠）成立「兴达热电厂」，總部位於上海。
其後在1994年，由劉錦蘭（董事長）接管「江蘇興達鋼簾線集團公司」（「江蘇興達鋼簾線股份有限公司」前身）。主要業務在中國內地經營生產和銷售子午线轮胎用钢帘线、胎圈钢丝、高压胶管钢丝產品。
該股份在2006年12月21日，於港交所主板上市，招股價為3.08港元，全球發售為386,000,000股，集資額為12億港元。

## 連結
- xingda.com.cn （页面存档备份，存于）